# Структура Меркла — Дамгора
Структура Меркла — Дамгора (англ. Merkle–Damgård construction, MD) — метод построения криптографических хеш-функций, предусматривающий разбиение входных сообщений произвольной длины на блоки фиксированной длины и работающий с ними по очереди с помощью функции сжатия, каждый раз принимая входной блок с выходным от предыдущего прохода.
Впервые описана в 1979 году в докторской диссертации Ральфа Меркла. Меркл и Дамгор независимо показали: если функция сжатия устойчива к коллизиям, то и хеш-функция будет также устойчива — чтобы доказать устойчивость структуры, сообщение дополняется блоком, который кодирует длину первоначального сообщения (упрочнение Меркла — Дамгора).

Односторонняя функция сжатия, преобразует два входных блока фиксированной длины в выходной блок того же размера, что и входные; алгоритм начинает с вектора инициализации IV, функция выполняется последовательно над результатом каждого предыдущего прохода

Структура предусматривает вектор инициализации — фиксированное значение, которое зависит от реализации алгоритма, и которое применяется к первому проходу — применению функции сжатия {\displaystyle f} к нему и первому блоку сообщения. Результат каждого прохода передаётся на следующий вход {\displaystyle f} и очередному блоку сообщения; последний блок дополняется нулями, если необходимо, также, добавляется блок с информацией о длине целого сообщения. Для упрочнения хеша последний результат иногда пропускают через функцию финализации (англ. finalisation function), которая может использоваться также для уменьшения размера выходного хеша сжатием результата последнего применения {\displaystyle f} в хеш меньшего размера или чтобы гарантировать лучшее смешивание битов и усилить влияние небольшого изменения входного сообщения на хеш (обеспечить лавинный эффект). Функция финализации часто строится с использованием функции сжатия.
Основные алгоритмы, реализующие структуру Меркла — Дамгора — MD5, SHA-1, семейство SHA-2.

## Характеристики безопасности
Популярность структуры Меркла — Дамгора обусловлена следующим результатом: если односторонняя функция сжатия {\displaystyle f} устойчива к коллизиям, то и хеш-функция, построенная на её основе, будет также устойчива к коллизиям. При этом структура имеет несколько нежелательных свойств:
- атака нахождения второго прообраза для длинных сообщений всегда намного более эффективна, чем полный перебор. Атака для сообщения из {\displaystyle 2^{k}} блоков может быть выполнена за время {\displaystyle k\times 2^{n/2+1}+2^{n-k+1}}; важно, что сложность атаки находится между {\displaystyle 2^{n/2}} и {\displaystyle 2^{n}}, когда сообщения длинные, а когда длина сообщения становится меньше — сложность приближается к {\displaystyle 2^{n}}[4];
- множественные коллизии (много сообщений имеют одинаковый хеш) могут быть найдены лишь незначительно бо́льшими усилиями, чем коллизии[5];
- атаки дополнением сообщения: при данном хеше {\displaystyle H(X)} неизвестного входного сообщения {\displaystyle X} легко найти значение {\displaystyle H(\mathrm {pad} (X)||Y)}, где {\displaystyle \mathrm {pad} } — функция дополнения; это значит, что возможно найти хеши входных сообщений, связанных с {\displaystyle X}, даже когда {\displaystyle X} остаётся неизвестным[6]; случайный оракул не имеет такой возможности, и это может привести к простым атакам даже на схемы, безопасность которых была доказана для модели случайного оракула[7].

## Пример
Для того, чтобы передать сообщение в функцию сжатия, необходимо дополнить последний блок до полного определёнными данными (обычно нулями). Например, для сообщения «HashInput» и размера блока для функции сжатия 8 байт (64 бит) получится 2 блока:
    HashInpu t0000000
Но этого недостаточно, так как это будет означать, что различные сообщения, начинающиеся одними и теми же символами, и заканчивающимися нулями или другими байтами из заполнителя, будут поступать в функцию сжатия совершенно одинаковыми блоками, и будет получаться одинаковая хеш-сумма. В этом примере сообщение «HashInput00» будет разделено на такие же блоки, что и первоначальное сообщение «HashInput». Чтобы этого избежать, первый бит добавляемых данных должен быть изменён. Так как заполнитель обычно состоит из нулей, первый бит заполнителя должен быть заменён на «1»:
    HashInpu t1000000
Чтобы усилить хеш, можно добавить длину сообщения в дополнительном блоке:
    HashInpu t1000000 00000009
Чтобы избежать двусмысленности, значение длины сообщения должно быть само по себе устойчиво к добавлению заполнителя в блок. Наиболее распространенные реализации используют фиксированный размер (обычно 64 или 128 бит в современных алгоритмах) и фиксированную позицию в конце последнего блока для кодирования значения длины сообщения.
Однако, немного расточительно кодировать один дополнительный блок для длины сообщения, поэтому существует небольшая оптимизация алгоритма, которая часто используется: если в последнем блоке сообщения достаточно места, значение длины сообщения может быть добавлено к нему. Например, если кодировать длину сообщения в 5 байт, то достаточно двух блоков, для примера:
   HashInpu t1000009

## Модификации
В 2006 году был предложен подход HAIFA, при котором структура Меркла — Дамгора немного модифицируется: в каждую функцию сжатия дополнительно к блоку сообщения подаётся текущее смещение во входном файле и, опционально, некоторая соль.

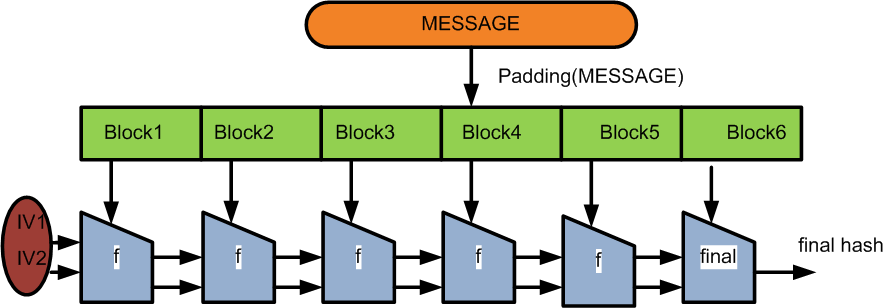
Пример широкого конвейера: промежуточное состояние в два раза больше, чем выход хеш-функции

Из-за некоторых слабых мест структуры, особенно проблемы, связанной с дополнением сообщения до необходимой длины, в 2004 году Штефаном Люксом предложено применять широконвейерный хеш (англ. wilde pipe hash), похожий на структуру Меркла — Дамгора, но имеющий больше внутренних состояний, то есть битовая длина, использующаяся внутри алгоритма, больше, чем выходная. Таким образом, последний этап — вторая функция сжатия, которая сжимает последнее внутреннее значение хеша в окончательное значение. SHA-224 и SHA-384 были получены из SHA-256 и SHA-512, соответственно, путём применения этого алгоритма.